# میتسوبیشی لنسر
میتسوبیشی لنسر (به انگلیسی: Mitsubishi Lancer) خودرویی است که توسط خودروساز ژاپنی میتسوبیشی موتورز از سال ۱۹۷۳ تولید می‌شود.
این خودرو در زمان‌های مختلف و در کشورهای مختلف با نام‌های کلت لنسر، دوج کلت، پلیموث کلت، کرایسلر والیانت لنسر، کرایسلر لنسر، ایگل سامیت، هیندوستان لنسر، سوئیست لیونسل و میتسوبیشی میراژ به بازار عرضه شده است و از سال ۲۰۰۷ تا ۲۰۱۷ به عنوان میتسوبیشی گالانت فورتیس در ژاپن فروخته می‌شود. همچنین این خودرو در تایوان با نام میتسوبیشی لنسر فورتیس و با فیس متفاوت از گالانت فورتیس به فروش می‌رسید. در ژاپن، این خودرو در یک زنجیره خرده فروشی خاص به نام Car Plaza فروخته می‌شد.
از زمان معرفی این خودرو در سال ۱۹۷۳ تا سال ۲۰۰۸، بیش از شش میلیون دستگاه لنسر در سرتاسر جهان به فروش رسید. لنسر در سرتاسر جهان در نه نسل عرضه شد و نسل دهم آن نیز فقط در تایوان و چین عرضه شد.
میتسوبیشی اوت ۲۰۱۷ به تولید لنسر در سراسر جهان به استثنای تایوان و چین پایان داد. دفتر چینی پینینفارینا یک فیس‌لیفت اساسی برای این خودرو طراحی کرد.